# José Afonso in Hamburg
José Afonso in Hamburg é um álbum gravado ao vivo no Audimax da Universidade de Hamburgo a 23 de janeiro de 1976, da autoria de José Afonso, e comercializado em 1982.

## Alinhamento
- Vira
- O Que Faz Falta
- Adeus, Muros de Custóias
- Os Fantoches de Kissinger
- Letra para um hino
- Grândola, Vila Morena
- Cantar Alentejano[1]